# Christliche Gewerkschaft Bergbau, Chemie, Energie
Die Christliche Gewerkschaft Bergbau, Chemie, Energie (CGBCE) ist eine Fachgewerkschaft für Bergbau, Chemie und Energie in Deutschland.  Sie ist im Dachverband des Christlichen Gewerkschaftsbundes und hat ihren Sitz in Saarbrücken. Bundesvorsitzender ist Werner Benedix aus Otterstadt. Die Gewerkschaft gab 2008 circa 22.500 Mitglieder. Der Konkurrent IG Bergbau, Chemie, Energie gab dagegen für 2011 in seinem Newsletter an, dass die CGBCE lediglich 15.000 Mitglieder habe.
Bei der Betriebsratswahl der BASF SE in Ludwigshafen hat sie im März 2022 2 von 55 Sitzen erringen können.